# Spyker V.2

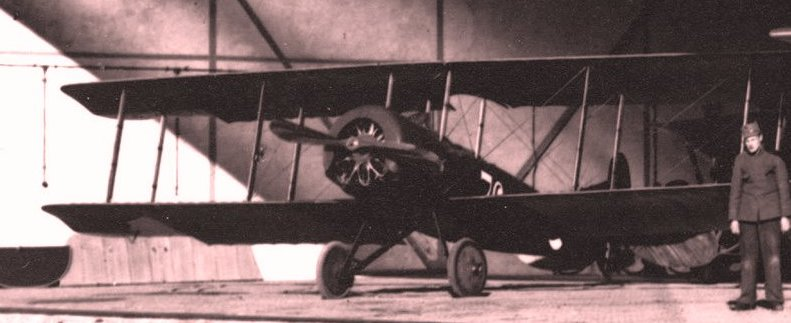
Spyker V.2 in hangar op vliegveld Soesterberg (1922)

De Spyker V.2 ook wel aangeduid als Spyker-Trompenburg V.2, was een tandem-tweezitter dubbeldekker, welke speciaal was ontworpen en gebouwd voor de pilotenopleiding in het Nederlandse leger tegen het einde van de Eerste Wereldoorlog. Er zijn er door vliegtuigfabrikant Spyker 78 stuks van gebouwd.

## Ontwerp en historie
De Spyker V.2 was een voor zijn tijd conventioneel toestel. Met een houten constructie en een eenassig onderstel met twee wielen en een staartslee. De V.2 was ontworpen als lestoestel en uitgerust met dubbele besturing. De dubbeldekker werd voortgedreven door een negencilinder 80 pk Thullin (een in licentie gebouwde Le Rhône 9C) rotatiemotor. Opmerkelijk detail in het ontwerp was de uitsparing in de bovenste vleugel om het achterste bemanningslid beter zicht te geven. De eerste vlucht vond plaats in maart 1917.
De Nederlandse krijgsmacht kocht 78 van deze toestellen voor de pilotenopleiding. Tijdens de ELTA luchtvaartshow van 1919 in Amsterdam kreeg het grote publiek de V.2 voor het eerst te zien. Vanaf 1924 werd de Spyker V.2 in het leger stapsgewijs vervangen door de Fokker S.III.

## Replica

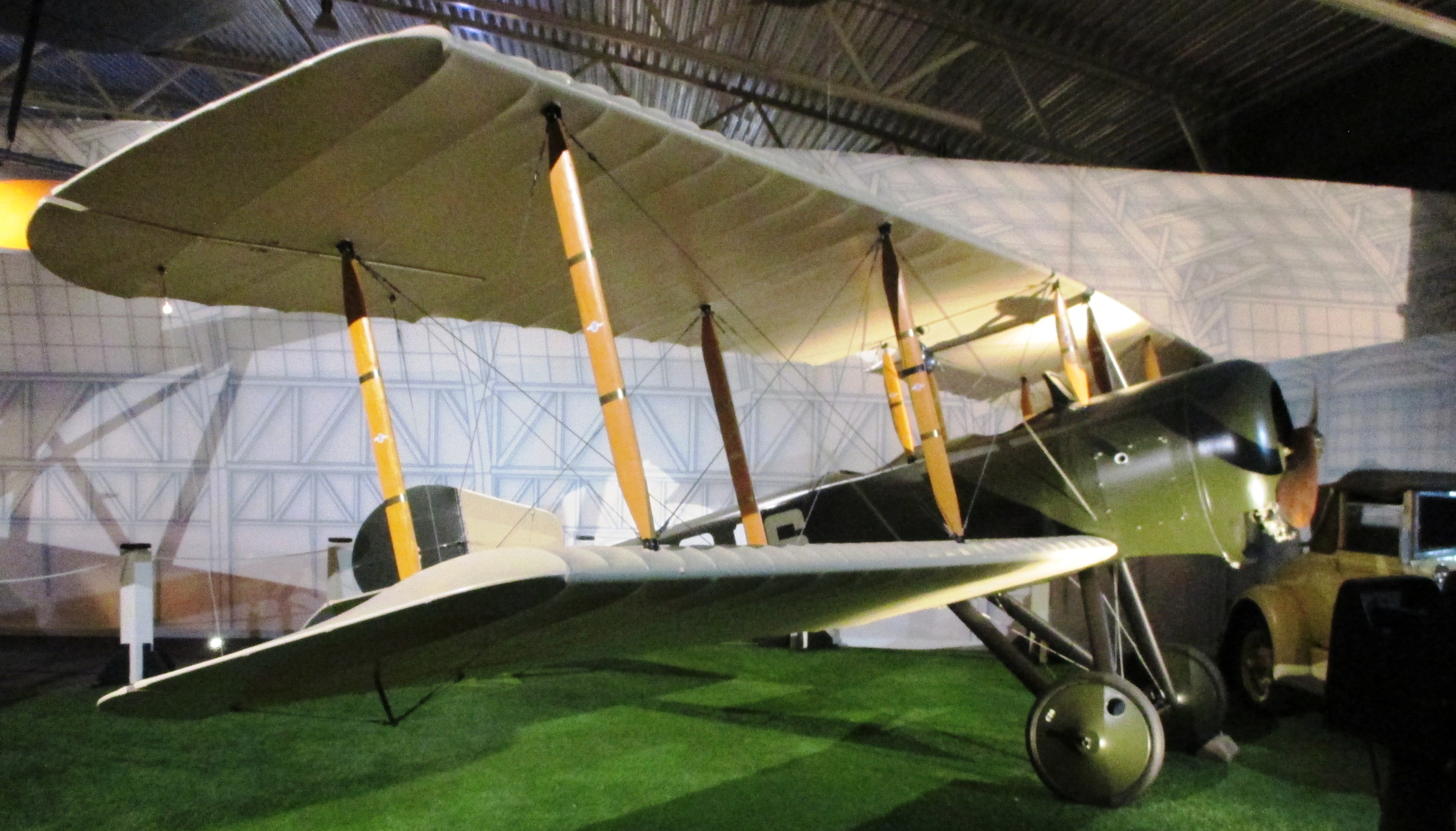
Spyker V.2 replica - Collectie Aviodrome, Lelystad

In het Aviodrome op vliegveld Lelystad bevindt zich een fraaie Spyker V.2 replica met originele Thulin rotatiemotor en propeller.

## Specificaties
- Type: Spyker V.2 lestoestel
- Bemanning: 2
- Lengte: 6,64 m
- Spanwijdte: 10,85 m
- Hoogte: 3,0 m
- Brandstofcapaciteit: 114 liter

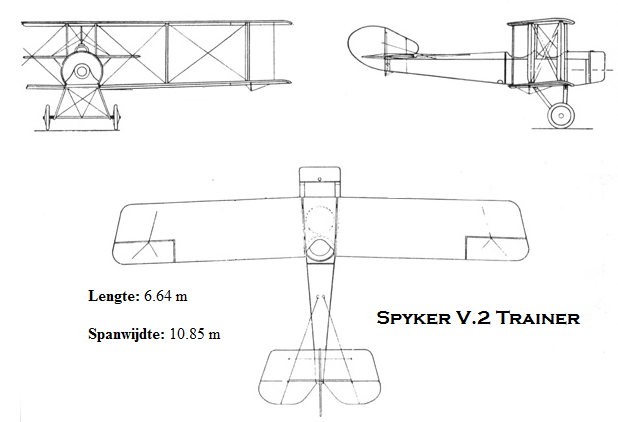
Tekening Spyker V.2 lestoestel

- Motor: 1× Thulin (Le Rhône 9C) negencilinder rotatiemotor, 80 pk
- Propeller: tweeblads
- Eerste vlucht: maart 1917
- Aantal gebouwd: 78

Prestaties
- Maximumsnelheid: 115 km/h
- Landingssnelheid: 70 km/h
- Klimsnelheid: 2,1 m/s
- Vleugelbelasting: 23 kg/m²